# Cesny-aux-Vignes
Cesny-aux-Vignes és un municipi francès situat al departament de Calvados i a la regió de Normandia. L'any 2007 tenia 295 habitants.

## Demografia

### Població
El 2007 la població de fet de Cesny-aux-Vignes era de 295 persones. Hi havia 108 famílies de les quals 16 eren unipersonals (8 homes vivint sols i 8 dones vivint soles), 52 parelles sense fills i 40 parelles amb fills.
La població ha evolucionat segons el següent gràfic:
Habitants censats

### Habitatges
El 2007 hi havia 123 habitatges, 109 eren l'habitatge principal de la família, 7 eren segones residències i 7 estaven desocupats. Tots els 123 habitatges eren cases. Dels 109 habitatges principals, 103 estaven ocupats pels seus propietaris, 5 estaven llogats i ocupats pels llogaters i 1 estava cedit a títol gratuït; 4 tenien dues cambres, 4 en tenien tres, 21 en tenien quatre i 80 en tenien cinc o més. 105 habitatges disposaven pel capbaix d'una plaça de pàrquing. A 51 habitatges hi havia un automòbil i a 53 n'hi havia dos o més.

### Piràmide de població
La piràmide de població per edats i sexe el 2009 era:
| Homes | Edats   | Dones |
| ----- | ------- | ----- |
| 0     | 95 o +  | 0     |
| 0     | 90 a 94 | 4     |
| 0     | 85 a 89 | 4     |
| 0     | 80 a 84 | 0     |
| 4     | 75 a 79 | 8     |
| 8     | 70 a 74 | 4     |
| 8     | 65 a 69 | 12    |
| 8     | 60 a 64 | 16    |
| 16    | 55 a 59 | 24    |
| 28    | 50 a 54 | 20    |
| 48    | 45 a 49 | 28    |
| 4     | 40 a 44 | 16    |
| 16    | 35 a 39 | 12    |
| 4     | 30 a 34 | 8     |
| 20    | 25 a 29 | 12    |
| 32    | 20 a 24 | 16    |
| 24    | 15 a 19 | 20    |
| 12    | 10 a 14 | 28    |
| 12    | 5 a 9   | 20    |
| 8     | 0 a 4   | 8     |

## Economia
El 2007 la població en edat de treballar era de 210 persones, 152 eren actives i 58 eren inactives. De les 152 persones actives 140 estaven ocupades (80 homes i 60 dones) i 12 estaven aturades (5 homes i 7 dones). De les 58 persones inactives 23 estaven jubilades, 13 estaven estudiant i 22 estaven classificades com a «altres inactius».

### Ingressos
El 2009 a Cesny-aux-Vignes hi havia 129 unitats fiscals que integraven 362 persones, la mediana anual d'ingressos fiscals per persona era de 17.809 €.

### Activitats econòmiques
Dels 13 establiments que hi havia el 2007, 6 eren d'empreses de construcció, 4 d'empreses de comerç i reparació d'automòbils, 1 d'una empresa d'hostatgeria i restauració i 2 d'empreses classificades com a «altres activitats de serveis».
Dels 5 establiments de servei als particulars que hi havia el 2009, 2 eren paletes, 2 lampisteries i 1 electricista.
L'any 2000 a Cesny-aux-Vignes hi havia 10 explotacions agrícoles que ocupaven un total de 606 hectàrees.

## Equipaments sanitaris i escolars
El 2009 hi havia una escola elemental.

## Poblacions més properes
El següent diagrama mostra les poblacions més properes.